# أوبسيديان (برمجية)
أُوبسيديان (بالإنجليزية: Obsidian, lit. 'سبج') هو قاعدة معرفة شخصيَّة وتطبيقٌ برمجي لتدوين المُلاحظات يعمل على ملفات ماركداون. يسمح للمُستخدمين بعمل ارتباطات داخليَّة [الإنجليزية] للمُلاحظات ومن ثمَّ تصوير الارتباطات على شكل رسم بياني. البرنامج مجاني للاستخدام الشخصي، مع توَّفر بعض التراخيص التجاريَّة مقابل الدفع.

## التاريخ
تأسست شركة أُوبسيديان بواسطة شيدا لي وإريكا شو خلال الحجر الصحي أثناء جائحة فيروس كورونا. كان لي وشو، اللذان التقيا أثناء الدراسة في جامعة واترلو، وقد تعاونا بتطوير العديد مِن المشاريع. أُصدِرَ أُوبسيديان لأوَّل مرةٍ في 30 مارس 2020. تمَّ أُصدار الإصدار 1.0.0 في أكتوبر 2022. تم إصدار الإصدار 1.1، الذي يضيف المكون الإضافي «Canvas» الأَساسيِّ، في ديسمبر 2022.
سُمي التطبيق بأوبسيديان (بالإنجليزية: Obsidian) نسبةً إلى اسم السبج وهو الزجاج البركاني، يتشكَّل عندما تبرد الحمم البركانية بسرعة.

## المُميّزات
أُوبسيديان مبني على إطار عمل إلكترون. يدعم أُوبسيديان العديد مِن المنصات (متعدد المنصات) يعمل على أنظمة التشغيل مايكروسوفت ويندوز ولينُكس وماك أو إس، بالإضافة إلى أنظمة تشغيل الأجهزة المحمولة مثل أندرويد وآي أو إس، ولا توجد نُسخة من البرنامج على شبكة الإنترنت. يُمكن تخصيص التطبيق عن طريق إضافة المكوِّنات الإضافيَّة، والتي يمكن الوصول إليها أيضًا من تطبيق الهاتف المحمول، تُمكِّن هذهِ الإضافات المُستخدمين من توسيع وظائف البرنامج بميزات إضافيَّة أو التكامل مع أدواتٍ أُخرى. يُفرِّق البرنامج بين مُكوِّناتهِ الإضافيَّة الأساسيَّة التي يتم إصدارها وصيانتها بواسطة فريق أوبسيديان، والمُكوِّنات الإضافيَّة للمُجتمع (التي يُساهم بها مُستخدمي التطبيق). تتضمن أمثلة المكونات الإضافية للمجتمع لوحة مهام على طراز كانبان وأداة تقويم.
يعمل أُوبسيديان على المُستندات النصيَّة، وتقوم كل ملاحظة جديدة في التطبيق بإنشاء مستند نصي جديد على الجهاز، يُضيف التطبيق إمكانيَّة البحث في جميع المستندات من داخل التطبيق. يسمح التطبيق بالربط الداخلي بين الملاحظات وإنشاء رسم بياني تفاعلي يصور الارتباطات بين المُلاحظات. يتم تنسيق النص في التطبيق خلال ماركداون، مع توفير معاينة فَوريَّة للنَّص المُنسَّق.
لا يمكن للمُستخدمين الوصول إلى دعم عملاء أُوبسيديان إلا عبر البريد الإلكتروني؛ ولكن مع ذلك، استضاف مُطوري التطبيق منتدًى عبر الإنترنت وقناة ديسكورد حيث لغرض «قيام المُستخدمين تبادل الحلول والأفكار».